# Gavriil Ivirul
Gavriil Ivirul (în georgiană გაბრიელ ქართველი, transliterat: Gabriel Kartveli; n. secolul al X-lea, Georgia – d. secolul al X-lea, Imperiul Roman de Răsărit) a fost un călugăr creștin-ortodox georgian de la Mănăstirea Iviru de pe Muntele Athos, care este venerat în prezent ca sfânt. Este prăznuit de Biserica Ortodoxă Georgiană în data de 12/25 iulie și de Biserica Ortodoxă Greacă și Biserica Ortodoxă Română în data de 13 mai.

## Biografie
Conform hagiografiei, el provenea din Regatul Iberia. A devenit călugăr la mănăstirea georgiană Iviru de pe Muntele Athos, viețuind acolo în perioada în care obștea monahală a fost condusă de un alt sfânt georgian, Ioan Ivirul. Nu se cunosc multe amănunte din viața sa. Hagiografiile menționează doar că el a dus o viață aspră: a purtat haine făcute din păr de animale, a băut doar apă și a rămas tăcut aproape tot timpul, evitând să vorbească despre subiecte lumești și vorbind numai despre subiecte spirituale. Dornic de singurătate, se retrăgea vara în munții sălbatici aflați în jurul Mănăstirii Iviru, unde trăia într-o grotă, în timp ce iarna cobora în apropierea mănăstirii.
În acea perioadă, marcată de controverse ce au dus la Marea Schismă și în plin conflict între călugării greci și georgieni, monahul Gavriil s-ar fi împrietenit cu un călugăr latin pe nume Leon, care venise de la Roma la Muntele Athos și se afla în vizită la Mănăstirea Iviru. Leon a locuit câteva zile într-o chilie apropiată de cea a lui Gavriil. Cei doi nu vorbeau aceeași limbă, dar noaptea ieșeau împreună la rugăciune și apoi conversau în limbajul comun al rugăciunii.
Cel mai cunoscut eveniment din viața lui Gavriil este găsirea icoanei „Maica Domnului Portărița” (în greacă Παναγία Πορταΐτισσα, transliterat: Panagia Portaitissa; în georgiană ივერიის ღვთისმშობლის ხატი), pe care, potrivit hagiografiei, a scos-o din mare atunci când el era deja în vârstă. Hagiografiile sfântului menționează că mai mulți călugări athoniți ar fi văzut icoana plutind în poziție verticală pe apele mării, „într-un stâlp de foc” (potrivit textelor aghiorite), iar atunci când s-au apropiat cu barca icoana s-a îndepărtat de ei. Călugării s-au rugat Maicii Domnului, protectoarea Muntelui Athos și, după trei zile de rugăciune, monahul Gavriil a avut o viziune în care Maica Domnului i-a spus că el este singurul călugăr demn să scoată icoana din apă. Ascultând porunca Maicii Domnului, Gavriil ar fi coborât pe țărmul mării și „a pășit pe ape ca pe pământ uscat”, aducând icoana la mal și apoi în Mănăstirea Iviru. Călugării iviriți au adus icoana cu mare cinste în mănăstirea lor și au așezat-o în altar, dar icoana a fost găsită a doua zi pe zidul porții. Crezând că unul dintre frați a scos-o din biserică, monahii au readus icoana în altar, dar icoana a fost găsită în ziua următoare în același loc deasupra porții, iar acest eveniment s-a repetat de câteva ori. Maica Domnului s-a arătat din nou călugărului Gavriil și i-a spus să nu aducă icoana în biserica mănăstirii, așa cum era obiceiul, ci să o așeze deasupra porții de intrare în incinta Mănăstirii Iviru, ceea ce avea scopul de a arăta protecția ei specială pentru călugării acelei mănăstiri.
Gavriil a murit la sfârșitul secolului al X-lea și a fost venerat ca sfânt de către călugării georgieni. Un acatist dedicat cuviosului Gavriil a fost scris de un monah georgian de la Mănăstirea Iviru la începutul secolului al XIX-lea. În anul 1985 s-a amenajat o capelă în grota unde a viețuit Gavriil.